# Cyclolejeunea convexistipa
Cyclolejeunea convexistipa är en bladmossart som först beskrevs av Lehm. et Lindenb., och fick sitt nu gällande namn av Alexander William Evans. Cyclolejeunea convexistipa ingår i släktet Cyclolejeunea och familjen Lejeuneaceae. Inga underarter finns listade i Catalogue of Life.